# De Arabieren
De Arabieren met als ondertitel een geschiedenis, oorspronkelijke Engelse titel "The Arabs. A History", is een boek uit 2009 van de Britse historicus Eugene Rogan.  De Nederlandse vertaling (2010) is van Guus Houtzager.  Zoals de titel aangeeft, behandelt het de geschiedenis van de Arabieren.  De bestudeerde periode loopt van 24 augustus 1516, de val van de Arabische stad Aleppo in handen van de Ottomanen, tot 11 september 2001, de aanslagen in Amerika. In een "epiloog" worden nog de gebeurtenissen tot 2009 besproken.
In de inleiding stelt de auteur dat Westerlingen veel meer aandacht moeten schenken aan de wijze waarop de geschiedenis door de Arabieren zelf is ervaren en begrepen.  Het tijdperk van de vroege islam is voor alle Arabieren een bron van trots, als vervlogen tijdperk waarin zij de dominante wereldmacht waren.  De laatste vijf eeuwen waren minder verheffend, te beginnen met de overheersing door de Turkse Ottomanen, gevolgd door het Franse en Britse kolonialisme en uitlopend op de dominantie van de Verenigde Staten.
De besproken periode blijkt een opeenstapeling te zijn van gewelddadige machtsstrijd, tussen Arabieren onderling en met vreemde overheersers.  De éne actor doet daarbij niet onder voor de ander en de auteur telt nauwgezet alle doden bij oorlogen, opstanden, terreuraanslagen, represailles, politieke moorden en executies.  Hij schuwt de woorden "meedogenloos" en "buitensporig" niet voor geen enkele van de strijdende partijen.  Maar de omschrijving "agressief" is klaarblijkelijk voorbehouden voor de katholieke reconquista van Spanje en voor de Franse houding in de Algerijnse Oorlog (respectievelijk blz. 45 en 436 in de Nederlandse vertaling).  De term "extremisme" blijkt gereserveerd te worden voor het  zionistisch geweld dat gepaard ging met de oprichting van de Israël (blz. 336).  Wellicht wordt dat ook zo door de Arabieren ervaren en begrepen.   
Aan het slot ziet de auteur toch enkele redenen om hoop op positieve veranderingen te koesteren.  Hij verwijst daarbij naar het Arabisch rapport van menselijke ontwikkeling opgesteld onder leiding van de Jordaanse politica Rima Khalaf Hunaidi, waarin gepleit wordt voor goed bestuur, beter onderwijs en emancipatie van de vrouw.  Ook het internet en satellietzenders als al-Jazeera en al-Arabiyya, waarop overheidscensoren geen vat meer hebben, hebben een bevrijdende werking die de kringloop van onderworpenheid kan doorbreken.  Er moeten echter nog veel conflicten worden opgelost voordat de Arabieren hun "geschiedenis van ontgoocheling" kunnen ontstijgen, aldus de auteur.  